# Krithe nitida
Krithe nitida is een mosselkreeftjessoort uit de familie van de Krithidae. De wetenschappelijke naam van de soort is voor het eerst geldig gepubliceerd in 1993 door Whatley & Downing.